# Junior Ajayi
Oluwafemi Junior Ajayi es un futbolista nigeriano que juega de delantero en el Smouha SC.
Fue parte de la selección nigeriana en los Juegos Olímpicos de Río de Janeiro 2016, donde su selección obtuvo la medalla de bronce.

## Clubes
| Club             | País   | Año       |
| ---------------- | ------ | --------- |
| CS Sfaxien       | Túnez  | 2015-2016 |
| Al-Ahly          | Egipto | 2016-2022 |
| Al Nasr Benghazi | Libia  | 2022      |
| Smouha SC        | Egipto | 2022-act. |

## Palmarés

### Títulos nacionales
| Título                   | Club    | País   | Año  |
| ------------------------ | ------- | ------ | ---- |
| Premier League de Egipto | Al-Ahly | Egipto | 2017 |
| Copa de Egipto           | Al-Ahly | Egipto | 2017 |
| Supercopa de Egipto      | Al-Ahly | Egipto | 2017 |
| Premier League de Egipto | Al-Ahly | Egipto | 2018 |
| Supercopa de Egipto      | Al-Ahly | Egipto | 2018 |
| Premier League de Egipto | Al-Ahly | Egipto | 2019 |
| Premier League de Egipto | Al-Ahly | Egipto | 2020 |
| Copa de Egipto           | Al-Ahly | Egipto | 2020 |

### Títulos internacionales
| Título                      | Club (*) | Sede      | Año  |
| --------------------------- | -------- | --------- | ---- |
| Liga de Campeones de la CAF | Al-Ahly  | Egipto    | 2020 |
| Liga de Campeones de la CAF | Al-Ahly  | Marruecos | 2021 |
| Supercopa de la CAF         | Al-Ahly  | Catar     | 2021 |

(*) Incluyendo la selección.